# Marthe Dupuy
Pour les articles homonymes, voir Dupuy.
Marthe Dupuy (Blois, 15 avril 1871 - Paris, 26 mai 1958) est une poétesse française.

## Biographie
Marthe Dupuy est née le 15 avril 1871 à Blois, ville à laquelle elle a dédié un poème. Elle reste orpheline de père avant ses dix ans. Après sa réception du prix Sully-Prudhomme, elle répond à Paul Hervier de La Presse : « Mon père était sculpteur. Il fut médaillé au Salon et parmi ses œuvres dont le souvenir est toujours vivant dans ma mémoire, bien que je fusse très jeune lorsque mon père mourut je crois devoir admirer surtout un groupe fort impressionnant intitulé Le Triomphe de Mérovée roi des Francs. »,. Pensionnaire à l'âge de neuf ans, elle vit à Blois avec sa mère, puis après ses études à Paris (elle ira au Collège de France) elle gagne sa vie comme elle peut. Elle disait d'elle-même « Je suis brune, monsieur, brune comme une nuit de décembre, sans neige. » Elle est inspirée par sa ville de naissance et écrit des œuvres à l'atmosphère tranquille et dont la forme la rapproche du style parnassien.
Elle remporte le prix Sully-Prudhomme en 1904 grâce à son ouvrage L'Idylle en fleur. Elle y décrit des paysages qui rappellent le thème du locus amoenus. Ses œuvres évoquent le bonheur et l'amour idéalisés, mais aussi l'amour à travers la souffrance, qui est plus présent dans son second recueil, La volupté de souffrir (1906). Elle expose sa souffrance et sa douleur dans les dernières œuvres de sa vie, et est comparée à Marceline Desbordes-Valmore.
En 1951, elle reçoit le prix Saint-Cricq-Theis de l’Académie française pour Du Fond des Abîmes.
Elle meurt dans le 13e arrondissement de Paris, le 26 mai 1958. 

## Prix et distinctions
- Prix Sully Prudhomme (1904) pour L'idylle en fleurs, qui lui vaut des critiques plus ou moins amènes [8],[9],[10] .
- Prix Saint-Cricq-Theis de l'Académie française en 1951 pour Du fond des abîmes[11].

## Œuvres
- L'Idylle en fleurs, Paris, Ollendorf, 1904.

- La volupté de souffrir, Paris, Alphonse Lemerre, 1906.
- Jeanne d'Arc, poème, André Lesot, 1931.
- Lao Chi Hien (préf. Marthe Dupuy), La barque mandarine, Presses du temps présent, 1948.
- Du fond des abîmes, Heugel, 1950.
- François van der Wal (préf. Marthe Dupuy), La langue française et son rapport avec les liens culturels internationaux de la France, 1955.

## Un poème
Lorsqu'on aura baissé ma dolente paupière,

Tu commenceras à m'aimer.

D'une voix grave ainsi qu'une oraison dernière

Tu chercheras à ranimer

Ma bouche sans sourire, et mon front sans pensée

Émacié par les douleurs.

Mais il sera trop tard. Impassible et glacée

Je dormirai, parmi les fleurs ;

Et l'air sera très doux, et ce sera très triste.

Tu caresseras mes cheveux,

Près de la tempe, avec un linge de batiste,

En me murmurant des aveux.

Et puis l'on te dira: « Retirez-vous, c'est l'heure

Où le prêtre va la bénir, »

Alors tu crieras « Non Pas encore ! Demeure,

Ô toi que j'ai tant fait souffrir

Réponds-moi,  mon enfant, n'est-ce pas que tu dors »

Et mes lèvres resteront closes ; 

Et tu t'éloigneras, courbé par le remords,

Et je m'en irai sur les roses.